# Sarotherodon lohbergeri
Sarotherodon lohbergeri é uma espécie de peixe da família Cichlidae.
É endémica de Camarões.